# Agía Zóni
Agía Zóni (Agia Zoni) är en ort i Grekland.   Den ligger i prefekturen Nomós Sámou och regionen Nordegeiska öarna, i den östra delen av landet, 290 km öster om huvudstaden Aten. Agía Zóni ligger 104 meter över havet och antalet invånare är 128. Den ligger på ön Samos.
Terrängen runt Agía Zóni är huvudsakligen kuperad, men österut är den platt. Havet är nära Agía Zóni åt nordost. Närmaste större samhälle är Mytilinioí, 9,1 km väster om Agía Zóni. 